# Бромсгров (район)
Бро́мсгров (англ. Bromsgrove /ˈbrɒmzgrəʊv/) — неметрополитенский район (англ. non-metropolitan district) в графстве Вустершир (Англия). Административный центр — город Бромсгров.

## География
Район расположен в северо-восточной части графства Вустершир, граничит с графствами Стаффордшир, Уэст-Мидлендс и Уорикшир.

## История
Район был образован 1 апреля 1974 года в результате объединения городского района (англ. urban district) Бромсгров и сельского района (англ. rural district) Бромсгров.

## Состав
В состав района входят один город:
- Бромсгров

и 19 общин (англ. civil parish):
- Алвчерч
- Барнт-Грин
- Белбротон
- Бентли-Паунсфут
- Били
- Борнхит
- Катсхилл
- Клент
- Кофтон-Хакетт
- Додфорд
- Финстолл
- Франкли
- Хагли
- Ханнингтон
- Лики
- Ромсли
- Сток-Хит
- Татнолл
- Уитолл